# Astropecten jonstoni
Astropecten jonstoni is een kamster uit de familie Astropectinidae.
De wetenschappelijke naam van de soort werd in 1827 gepubliceerd door Stefano Delle Chiaje.